# Bambuina
Bambuina is een geslacht van rechtvleugeligen uit de familie krekels (Gryllidae). De wetenschappelijke naam van dit geslacht is voor het eerst geldig gepubliceerd in 2013 door de Mello, Horta & Bolfarini.

## Soorten
Het geslacht Bambuina  is monotypisch en omvat slechts de volgende soort:
- Bambuina bambui (de Mello, Horta & Bolfarini, 2013)